# Cross River (Bundesstaat)

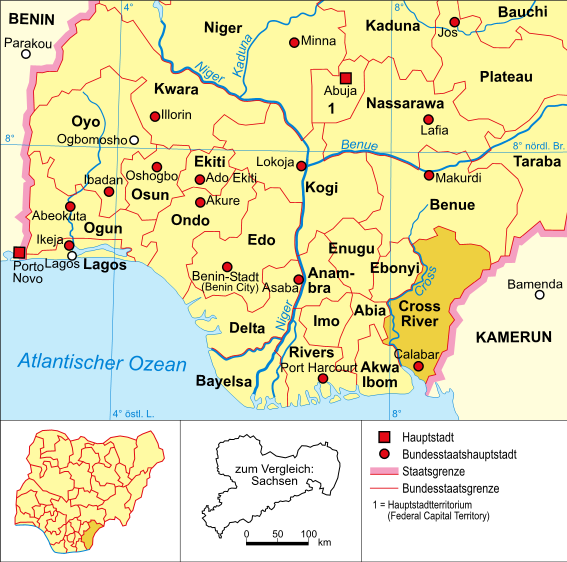
Lage von Cross River in Nigeria

Cross River ist ein Bundesstaat des westafrikanischen Landes Nigeria mit der Hauptstadt Calabar, die mit 461.832 Einwohnern (2005) auch die größte Stadt des Bundesstaates ist.

## Geografie
Der Bundesstaat liegt im Südosten des Landes und grenzt im Norden an den Bundesstaat Benue, im Süden an den Atlantik, im Westen an den Bundesstaat Abia, im Nordwesten an den Bundesstaat Ebonyi, im Südwesten an den Bundesstaat Akwa Ibom und im Osten an Kamerun. Im gebirgigen Osten des Bundesstaats liegen das Obudu-Plateau und der Cross-River-Nationalpark, einer der acht Nationalparks Nigerias. Andere Naturschutzgebiete sind das Afi Mountain Wildlife Sanctuary, das Mbe Mountains Community Wildlife Sanctuary, die zusammen mit dem Nationalpark einen Biosphärenkorridor bilden und unter anderem dem Schutz der 23 im Bundesstaat vorkommenden Primatenarten dienen.

## Geschichte
Der Bundesstaat wurde am 27. Mai 1967 unter dem Namen „South-Eastern“ gebildet. Am 3. Februar 1976 ist er in Cross River umbenannt worden. Erster Gouverneur des Staates war zwischen dem 28. Mai 1967 und Juli 1975 Uduokaha J. Esuene. Aktueller Gouverneur ist seit Mai 2015 Benedict Ayade.

### Liste der Gouverneure und Administratoren
- Uduokaha J. Esuene (Gouverneur 1967–1975)
- Paul Omu (Gouverneur 1976–1978)
- Babatunde Elegbede (Gouverneur 1978–1979)
- Clement Isong (Gouverneur 1979–1983)
- Donald Etiebet (Gouverneur 1983)
- Daniel Archibong (Gouverneur 1984–1986)
- Eben Ibim Princewill (Gouverneur 1986–1989)
- Ernest Atta (Gouverneur 1989–1992)
- Clement Ebri (Gouverneur 1992–1993)
- Ibrahim Kefas (Administrator 1993–1994)
- Gregory Agboneni (Administrator 1994–1996)
- Umar Farouk Ahmed (Administrator 1996–1998)
- Christopher Osondu (Administrator 1998–1999)
- Donald Duke (Gouverneur 1999–2007)
- Liyel Imoke (Gouverneur 2007–2015)
- Benedict Ayade (Gouverneur 2015–)

## Verwaltung
Der Staat gliedert sich in 17 Local Government Areas. Diese sind: Abi, Akamkpa, Akpabuyo, Bekwarra, Biase, Boki, Calabar Municipal, Calabar South, Etung, Ikom, Obanliku, Obubra, Obudu, Odukpani, Ogoja, Yakurr und Yala. Bis 2006 war Bakassi die 18. Local Government Area, dann wurde das Gebiet an Kamerun abgetreten – siehe Bakassi-Halbinsel.

## Wirtschaft
Die Landwirtschaft ist der wichtigste Wirtschaftszweig in Cross River. Sie unterteilt sich in den staatlichen und privaten Bereich. Während im privaten Sektor überwiegend lokale Landwirte tätig sind, wird der staatliche Sektor von den großen Plantagen der Regierung beherrscht. Es werden Maniok, Yams, Reis, Bananen, Mais, Kakao, Kautschuk, Erdnüsse und Kokosnüsse angebaut.
Weitere Wirtschaftszweige sind die Fischerei und die Viehhaltung. Es werden Schafe, Ziegen, Geflügel, Schweine, Kaninchen und Truthähne gehalten. An Bodenschätzen werden Kalkstein, Titan, Zinnerz und keramische Rohstoffe abgebaut.

## Verkehr
Die Hauptstadt von Cross River, Calabar, kann auf dem Luftweg, über das Meer und die Straße erreicht werden, während andere Teile des Bundesstaates nur über Straßen zugänglich sind. In Calabar befindet sich ein internationaler Flughafen.